# HD 101364
HD 101364 är en ensam stjärna belägen i den mellersta delen av stjärnbilden Draken ungefär halvvägs mellan Polaris och Dubhe på himmelsfären. Den har en skenbar magnitud av ca 8,67 och kräver åtminstone en stark handkikare eller ett mindre teleskop för att kunna observeras. Baserat på parallaxmätning inom Hipparcosuppdraget på ca 15,7 mas, beräknas den befinna sig på ett avstånd på ca 208 ljusår (ca 64 parsek) från solen. Den rör sig bort från solen med en heliocentrisk radialhastighet på ca 5 km/s.

## Egenskaper
Primärstjärnan HD 101364 är en gul till vit stjärna i huvudserien av spektralklass G5 V. Den är en av de mest solliknande stjärnorna som ännu (2020) är kända vad gäller magnitud, massa, temperatur och kemisk sammansättning. Båda stjärnorna är mellan en tredjedel och halvvägs genom sitt liv i huvudserien.
De flesta andra solanaloger, som 18 Scorpii, skiljer sig från solen genom att de har flera gånger större litiummängd. HD 101364 är bland de bästa kandidaterna till att vara en soltvilling av de kända möjliga utmanarna på grund av att dess överskott av litium  mest liknar vår egen stjärna.  En spektroskopisk studie med hög spridning från 2009 vid Astronomical Society of Japan bekräftar detta.

## Planetsystem
Astronomer har letat efter planeter kring stjärnan, men hittills utan att hitta några. Dessa observationer antyder att stjärnan inte har några heta Jupiter.